# Nick Mason
Pour les articles homonymes, voir Mason.
Nicholas Berkeley Mason, dit Nick, né le 27 janvier 1944 à Birmingham (Angleterre), est un musicien britannique. C'est le batteur du groupe de rock Pink Floyd, dont il est l'un des membres fondateurs et le seul membre permanent. C'est également un passionné de course automobile qui a participé à plusieurs reprises aux 24 Heures du Mans.

## Biographie

### Carrière musicale

#### Au sein de Pink Floyd

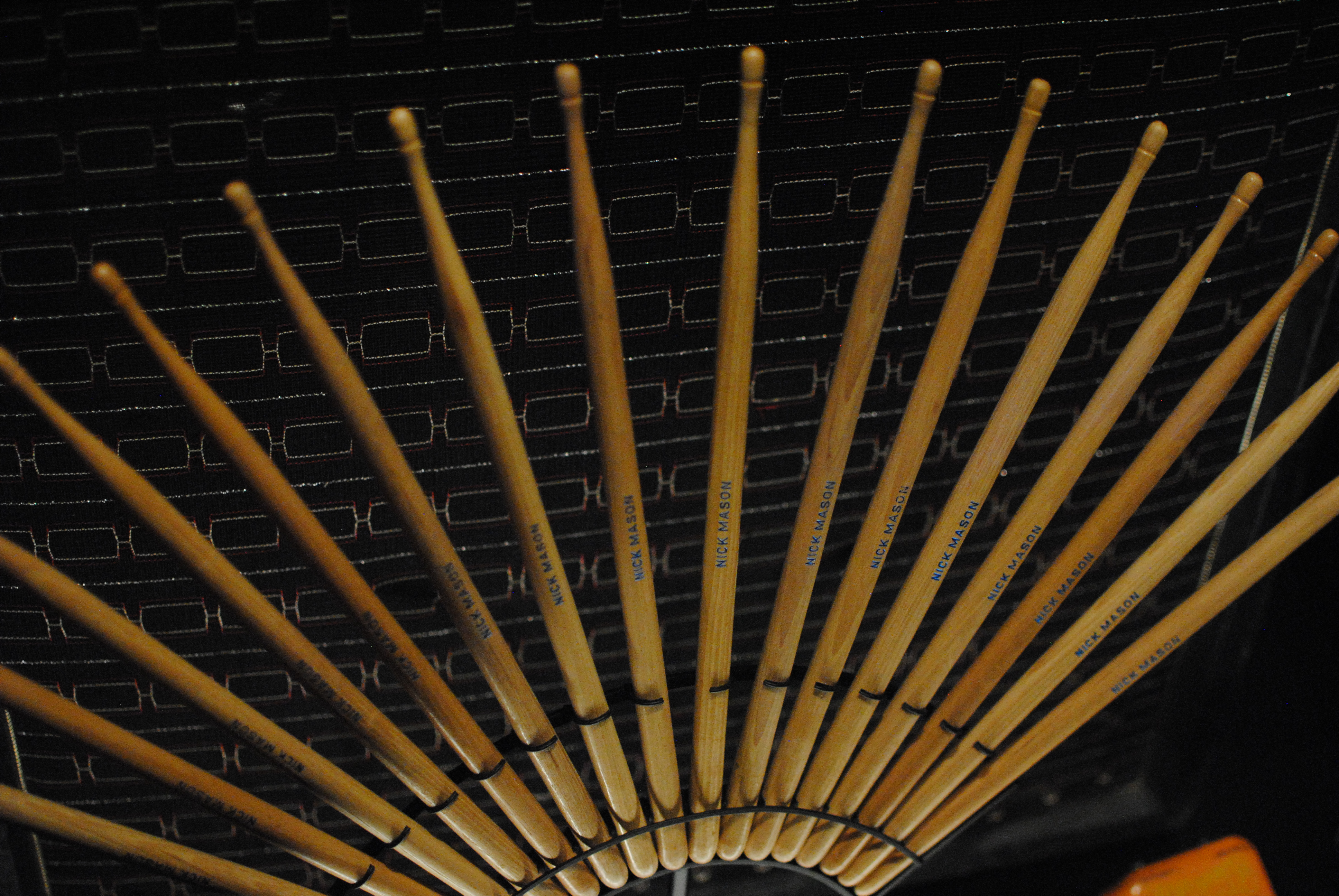
Quelques baguettes ayant appartenu à Nick Mason.

Nick Mason rencontre Roger Waters et Richard Wright alors qu'il étudie l'architecture à la Regent Street Polytechnic. Il commence à jouer avec eux dans le groupe Sigma 6 en 1963. En 1965, Syd Barrett se joint à eux pour former ce qui deviendra finalement Pink Floyd.
Mason est le seul membre de Pink Floyd à avoir toujours été présent dans le groupe mais demeure le moins connu. Il a néanmoins apporté beaucoup en termes de percussions et était, avec Waters, l'homme du bidouillage des sons et des effets spéciaux. Il participe à toutes les tournées de Pink Floyd et apparaît sporadiquement dans celles de Roger Waters et David Gilmour.
Mais dans les années 1980, le musicien est moins présent à sa batterie sur les nouveaux projets du groupe, à commencer par The Final Cut en 1983, entièrement écrit par son compère Roger Waters (et en étant remplacé par Andy Newmark sur la dernière chanson) et sur celui de A Momentary Lapse of Reason en 1987 où il délaisse ses parties à des batteurs d'accompagnement et aux boîtes à rythmes, se concentrant sur les effets sonores. Il expliquera qu'il a perdu confiance en lui en raison des tensions avec Roger Waters qui, après avoir pris le contrôle créatif seul avant de s'en aller en 1985, intente un procès au reste de Pink Floyd. Mais après la sortie de A Momentary Lapse of Reason, les tensions disparaissent en trouvant un accord avec Roger, et le batteur reprend sereinement la pratique de son instrument pour la tournée qui suit.

#### En dehors de Pink Floyd
En 2005, il publie sa vision de l'histoire du groupe, Inside Out, traduit en français sous le titre Pink Floyd : l'histoire selon Nick Mason. Il fait une apparition lors de la cérémonie de clôture des Jeux olympiques de Londres, le 12 août 2012, où il interprète Wish You Were Here aux côtés d'Ed Sheeran.
En plus de son travail au sein de Pink Floyd, il participe à plusieurs projets extérieurs. Il produit quelques albums dans les années 1970 et travaille avec d'autres artistes progressifs, comme Robert Wyatt (Rock Bottom, 1974), Gong (Shamal, 1976) et Steve Hillage (Green, 1978), mais aussi avec Michael Mantler et le groupe punk The Damned (Music for Pleasure, 1977). L'enregistrement du premier album de Mantler, The Hapless Child, sert de test pour les nouveaux studios Britannia Row, propriété des membres de Pink Floyd à l'époque.
Sa carrière musicale en solo se résume à un seul album : Nick Mason's Fictitious Sports (1981), écrit et composé par Carla Bley. Dans les années 1980, il forme un duo avec le guitariste Rick Fenn qui publie l'album Profiles (1985) et signe quelques bandes originales de film avec lui.
En 2018, il forme un nouveau groupe, Nick Mason's Saucerful of Secrets, avec le bassiste Guy Pratt (qui a joué avec Pink Floyd après le départ de Roger Waters), le guitariste Lee Harris (The Blockheads (en)), le chanteur et guitariste Gary Kemp (Spandau Ballet) et le claviériste Dom Beken. Leur répertoire se compose de chansons enregistrées par Pink Floyd entre 1967 et 1972. Lors de la dernière tournée en 2024, sur la chanson Remember Me, la voix de Syd Barrett a été isolée d'un enregistrement de 1965 afin qu'il soit entendu lors d'une prestation du groupe.
Dans un entretien accordé au magazine Rolling Stone et publié le 27 janvier 2025, il affirme devoir se démarquer car il ne pourra jamais jouer Comfortably Numb comme David (Gilmour), Roger (Waters) ou Australian Pink Floyd Show.

## Divers
Une représentation artistique de Nick Mason figure dans une chapelle de la commune française les Baux-de-Provence.
Il a été en couple et a eu deux filles avec Lindy Rutter qui joue de la flûte sur Ummagumma.

### Sport automobile

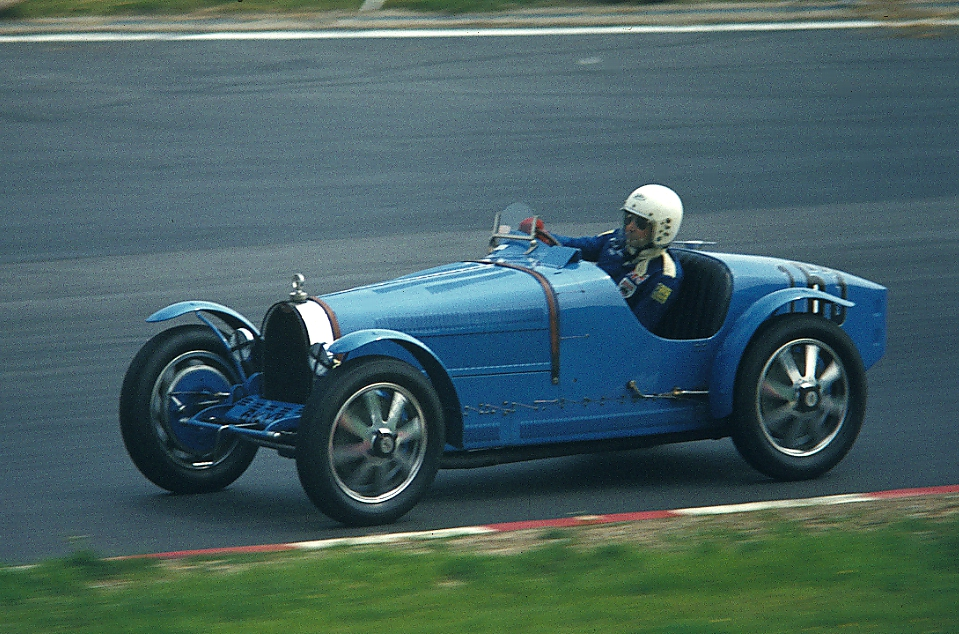
Nick Mason embarqué sur Bugatti T35B au Nürburgring en 1981.

Nick Mason est également passionné de compétition automobile. Il participe cinq fois en tant que pilote aux 24 Heures du Mans entre 1979 et 1984, ainsi qu'à la Carrera Panamericana en 1991 avec David Gilmour et Steve O'Rourke. Sa collection de voitures de sport comprend notamment une McLaren F1 GTR, une Ferrari 250 GTO et une trentaine d'autres véhicules de collection emblématiques.

## Équipement
Kit actuel : Batterie DW
Cymbales : PAISTE depuis 1970
- 14" Signature Medium Hi-Hat
- 18" Signature Fast Crash
- 18" Signature Full Crash
- 21" Signature Dark Energy Dark Energy Ride Mark II
- 20" Signature Dark Energy Light Dark Ride Mark I
- 18" Signature Full Crash
- 20" Signature Traditionals Medium Ride
- 19" Signature Full Crash

## Discographie

### Solo
- 1981 : Nick Mason's Fictitious Sports

### Nick Mason's Saucerful of Secrets
- 2020 : Live at the Roundhouse
- 2025 : Echoes

### Compilation
- 2018 : Unattended Luggage : Coffret 3 CD comprenant Fictitious Sports, Profiles et White of the Eye.

### Rick Fenn
- 1985 : Profiles
- 1987 : White of the Eye, bande originale du film homonyme
- 1988 : Tank Malling, bande originale du film homonyme

### Participations
- 1976 : The Hapless Child de Michael Mantler
- 1978 : Green de Steve Hillage - Joue la batterie sur Leylines to Glassdom en plus de produire l'album
- 1981 : Fandango - Disque pirate de Robert Wyatt, avec Dave Stewart, Mike Oldfield, Fred Frith, Hugh Hopper, Gary Windo, Julie Tippett, etc.
- 1982 : Something There de Michael Mantler
- 1987 : Live de Michael Mantler
- 2005 : Theatre Royal Drury Lane 8th September 1974 - Robert Wyatt & Friends
- 2006 : Review de Michael Mantler
- 2008 : Concertos de Michael Mantler

### Production
- 1971 : The Asmoto Running Band de Principal Edwards Magic Theatre
- 1974 : Round One Principal de Principal Edwards Magic Theatre
- 1974 : Rock Bottom de Robert Wyatt
- 1975 : Shamal de Gong
- 1977 : Music for Pleasure (en) de The Damned
- 1978 : Green de Steve Hillage